# Fitxer de registre
Un fitxer de registre és un fitxer que conté un llistat de totes les accions que ha realitzat un servidor web per atendre les peticions dels visitants d'un determinat lloc web.
Simplificant-ho, aquest fitxer de registre, també conegut com a fitxer de bitàcora, és un llistat de totes les pàgines, i resta de recursos, que ha servit un servidor web, en un determinat període.
Aquest fitxer pot estar escrit en diferents formats, tanmateix el més estès és el que proposa el W3C.
Usualment, aquest fitxer no és accessible pels visitants d'un lloc web, sinó que només el gestiona l'administrador del web.
D'altra banda, convé indicar que gràcies a aquests fitxers s'aconsegueix donar estadístiques d'ús del lloc web.